# Hyllus jallai
Hyllus jallai är en spindelart som beskrevs av Pietro Pavesi 1897. Hyllus jallai ingår i släktet Hyllus och familjen hoppspindlar. Inga underarter finns listade i Catalogue of Life.